# 五族协和
五族协和是大日本帝國扶持的傀儡国家满洲国提出的一条口号。号召满洲国汉、满、蒙、朝、日五个民族和谐共处。

## 背景
1932年3月9日，日本關東軍扶持清朝末任皇帝溥仪在长春建立满洲国，年号「大同」，提出了“王道乐土”和“五族协和”的思想，把代表汉、满、蒙、朝、和等五个民族的五色旗定为国旗。在满洲国，五族就变成和族（红色）、漢族（蓝色）、蒙古族（白色）、朝鲜族（黑色）、滿族（黄色）。1932年7月，脱胎于滿洲協和黨的滿洲國協和會成立，是旨在通过向在满中国民众渗透王道政治、民族协和的指导理念，把被统治民族统一于满洲国的思想感化团体，其纲领是以「实践王道为目的」、「乐天知命、注重礼教」。

## 图集
- 察南自治政府的五族协和宣传画
- 满洲国的五族协和邮票
- 日華滿恊助天下太平中的五色旗
- 滿洲中央銀行发行的纸币